# Elżbieta Tryniszewska
Elżbieta Anna Tryniszewska – polska naukowiec, lekarz, mikrobiolog, profesor nauk medycznych.

## Życiorys
W 1985 ukończyła kierunek lekarski. W 1990 pod kierunkiem prof. Edwarda Bańkowskiego obroniła na Akademii Medycznej w Białymstoku pracę doktorską „Aktywność proteolityczna i kolagenolityczna doświadczalnego włókniakomięsaka indukowanego przez metylocholantren” uzyskując stopień naukowy doktora nauk medycznych. W 2004 na podstawie osiągnięć naukowych i złożonej rozprawy „Postęp w możliwości opanowania infekcji HIV z wykorzystaniem modelu doświadczalnego” otrzymała stopień naukowy doktora habilitowanego nauk medycznych. W 2010 uzyskała tytuł profesora nauk medycznych. Posiada specjalizację II stopnia z pediatrii oraz immunologii klinicznej.
Od 2007 kierownik Zakładu Diagnostyki Mikrobiologicznej i Immunologii Infekcyjnej UMB. Wcześniej pracowała w Klinice Pediatrii, Gastroenterologii i Alergologii Dziecięcej UMB.
Odznaczona Złotym Krzyżem Zasługi (2013).